# Санд Рок (Алабама)
Санд Рок (енгл. Sand Rock) град је у америчкој савезној држави Алабама. По попису становништва из 2010. у њему је живело 560 становника.

## Демографија
Према попису становништва из 2010. у граду је живело 560 становника, што је 51 (10,0%) становника више него 2000. године.
| Група             | 2000.       | 2010.       |
| Белци             | 506 (99,4%) | 536 (95,7%) |
| Афроамериканци    | 2 (0,4%)    | 0 (0,0%)    |
| Азијати           | 0 (0,0%)    | 0 (0,0%)    |
| Хиспаноамериканци | 0 (0,0%)    | 16 (2,9%)   |
| Укупно            | 509         | 560         |